# Parafia św. Brata Alberta w Szczecinie
Parafia pod wezwaniem Św. Brata Alberta w Szczecinie – parafia należąca do dekanatu Szczecin-Niebuszewo, archidiecezji szczecińsko-kamieńskiej, metropolii szczecińsko-kamieńskiej. Jedna z parafii rzymskokatolickich w Szczecinie. Została erygowana w 1985. Siedziba parafii mieści się przy ulicy Zegadłowicza.